# Шаогуань
Шаогуа́нь (кит. упр. 韶关, пиньинь Sháoguān) — городской округ в китайской провинции Гуандун. Название означает «Шаочжоуские заставы» и связано с тем, что в этих местах около полутора тысяч лет существовали административные единицы с названием «Шаочжоу» («Шаочжоуская область», «Шаочжоуский регион», «Шаочжоуская управа»), на территории которых на внутренних таможенных заставах собирали налоги с торговцев, путешествующих водным путём между территориями современных провинций Гуандун и Хунань.

## История
В эпоху Южных и северных династий, когда эти места находились в составе империи Лян, в середине VI века была образована Дунхэнская область (东衡州), власти которой разместились в уезде Цюйцзян. После объединения китайских земель в империю Суй Дунхэнская область была в 589 году переименована в Шаочжоускую область (韶州). После смены империи Суй на империю Тан Шаочжоуская область в 621 году снова стала Дунхэнской областью, но уже в 627 году была снова переименована в Шаочжоускую область. В 742 году она была переименована в Шисинский округ (始兴郡), но уже в 758 году снова стала Шаочжоуской областью.
В эпоху 5 династий и 10 царств в 920 году, когда эти земли находились в составе государства Южная Хань, в уезде Чжэньчан разместились власти новой Сюнчжоуской области (雄州), в состав которой вошли уезды Чжэньчан и Шисин. После объединения китайских земель в составе империи Сун в связи с тем, что на землях современной провинции Хэбэй уже имелась Сюнчжоуская область, данная область была переименована в Наньсюнскую (南雄州). В 1021 году из-за практики табу на имена в связи с тем, что иероглиф «чжэнь» читался точно так же, как и иероглиф, которым записывалось личное имя только что взошедшего на престол Чжао Чжэня, уезд Чжэньчан был переименован в Баочан (保昌县).
После монгольского завоевания и основания империи Юань Шаочжоуская область была преобразована в 1278 году в Шаочжоуский регион (韶州路), а Наньсюнская область — в Наньсюнский регион (南雄路). После свержения власти монголов и основания империи Мин «регионы» были переименованы в «управы» — так в 1368 году появились Шаочжоуская управа (韶州府) и Наньсюнская управа (南雄府). В 1569 году на стыке уездов Хэюань, Индэ и Вэнъюань был создан уезд Чаннин (长宁县). Во времена империи Цин Наньсюнская управа была в 1807 году немного понижена в статусе, и стала Наньсюнской непосредственно управляемой областью (南雄直隶州); уезд Баочан был при этом расформирован, а его территория перешла под прямое управление областных властей. После Синьхайской революции в Китае была проведена реформа структуры административного деления, в ходе которой области и управы были упразднены, и поэтому в 1912 году Шаочжоуская управа была расформирована, а территория, до этого напрямую подчинявшаяся властям Наньсюнской области, стала уездом Наньсюн (南雄县). Так как выяснилось, что уезды с названием «Чаннин» существуют ещё в нескольких провинциях, в 1914 году уезд Чаннин провинции Гуандун был переименован в Синьфэн.
Во время войны с Японией в Шаогуане в 1943—1945 годах размещалось гоминьдановское правительство провинции Гуандун.
Эти места были заняты войсками коммунистов на завершающем этапе гражданской войны, в сентябре-октябре 1949 года. В ноябре 1949 года урбанизированная часть уезда Цюйцзян была выделена в отдельный город Шаогуань.
В 1950 году был образован Специальный район Бэйцзян (北江专区), состоящий из города Шаогуань и 16 уездов. В том же году Шаогуань был выведен из состава специального района, став городом провинциального подчинения, а уезд Синьфэн был в 1951 году передан в состав Специального района Дунцзян (东江专区).
В 1952 году Специальный район Бэйцзян был расформирован, и был образован Административный район Юэбэй (粤北行政区), состоящий из города Шаогуань и 19 уездов. В конце 1955 года было принято решение о расформировании Административного района Юэбэй, и в 1956 году был создан Специальный район Шаогуань (韶关专区), состоящий из 15 уездов и 2 автономных уездов (город Шаогуань был местом размещения властей Специального района, но сам подчинялся напрямую властям провинции). В 1958 году город Шаогуань был понижен в статусе, и также вошёл в состав Специального района. В 1959 году было произведено укрупнение административных единиц за счёт объединения ряда уездов, но уже в следующем году эти решения были отменены.
Постановлением Госсовета КНР от октября 1963 года из уезда Лэчан был выделен Жуюань-Яоский автономный уезд.
В 1970 году Специальный район Шаогуань был переименован в Округ Шаогуань (韶关地区).
В 1975 году город Шаогуань опять был выведен из состава округа и подчинён напрямую властям провинции; уезд Цюйцзян был выведен из состава округа и подчинён властям Шаогуаня, уезд Синьфэн перешёл под юрисдикцию властей Гуанчжоу.
В 1983 году были расформированы округ Шаогуань, и город Шаогуань, и образован городской округ Шаогуань; на территории бывшего города Шаогуань были созданы районы Бэйцзян (北江区), Чжэньцзян и Уцзян.
С 1 января 1988 года уезд Синьфэн перешёл из-под юрисдикции властей Гуанчжоу в состав городского округа Шаогуань.
Постановлением Госсовета КНР от 7 января 1988 года был создан городской округ Цинъюань, и в его состав из городского округа Шаогуань были переданы уезды Индэ, Яншань, Ляньсянь, Ляньнань-Яоский автономный уезд и Ляньшань-Чжуан-Яоский автономный уезд.
28 апреля 1994 года уезд Лэчан был преобразован в городской уезд.
17 июня 1996 года уезд Наньсюн был преобразован в городской уезд.
Постановлением Госсовета КНР от 29 мая 2004 года район Бэйцзян был присоединён к району Чжэньцзян, а уезд Цюйцзян был преобразован в район городского подчинения.

## Административно-территориальное деление
Городской округ Шаогуань делится на 3 района, 2 городских уезда, 4 уезда и 1 автономный уезд:
| Карта                                                                                                | Карта                         | Карта           | Карта                  | Карта            | Карта         |
| --- | ----------------------------- | --------------- | ---------------------- | ---------------- | ------------- |
| Уцзян Чжэньцзян Цюйцзян Шисин Жэньхуа Вэнъюань Жуюань-Яоский · автономный уезд Синьфэн Лэчан Наньсюн |                               |                 |                        |                  |               |
| Статус                                                                                               | Название                      | Иероглифы       | Пиньинь                | Население (2020) | Площадь (км²) |
| Район                                                                                                | Уцзян                         | 武江区          | Wǔjiāng qū             |                  |               |
| Район                                                                                                | Чжэньцзян                     | 浈江区          | Zhēnjiāng qū           |                  |               |
| Район                                                                                                | Цюйцзян                       | 曲江区          | Qǔjiāng qū             |                  |               |
| Городской уезд                                                                                       | Лэчан                         | 乐昌市          | Lèchāng shì            |                  |               |
| Городской уезд                                                                                       | Наньсюн                       | 南雄市          | Nánxióng shì           |                  |               |
| Уезд                                                                                                 | Шисин                         | 始兴县          | Shǐxīng xiàn           |                  |               |
| Уезд                                                                                                 | Жэньхуа                       | 仁化县          | Rénhuà xiàn            |                  |               |
| Уезд                                                                                                 | Вэнъюань                      | 翁源县          | Wēngyuán xiàn          |                  |               |
| Уезд                                                                                                 | Синьфэн                       | 新丰县          | Xīnfēng xiàn           |                  |               |
| Жуюань-Яоский автономный уезд                                                                        | Жуюань-Яоский автономный уезд | 乳源瑶族 自治县 | Rǔyuán Yáozú zìzhìxiàn |                  |               |

## Экономика
В округе расположены крупные угольные ТЭС «Шаогуань» (Shaoguan Power Station) и «Наньсюн» (Nanxiong Power Station), металлургический завод Zhongjin Lingnan Nonfemet.

## Транспорт
В ноябре 2021 года в Жуюань-Яоском автономном уезде, примерно в 60 км от горы Данься и примерно в 50 км от буддийского храма Наньхуа, открылся новый гражданский аэропорт. Он имеет расчетную пропускную способность в 2 млн пассажиров в год.

## Достопримечательности

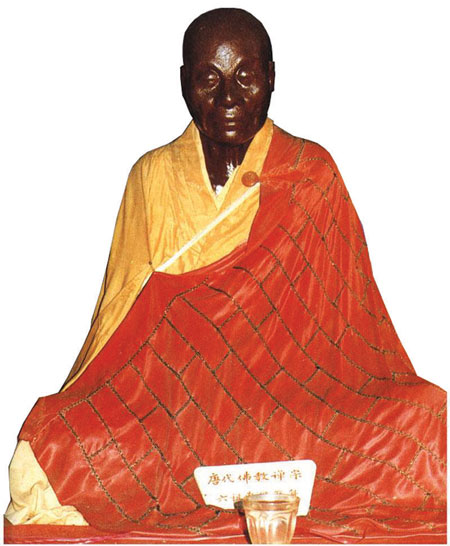
Мумифицированное тело Шестого Патриарха в храме Наньхуа близ Шаогуаня. Современный вид.

В районе Цюйзян находится буддийский храм Наньхуа, в котором покоятся останки Хуэйнэна — 6-го патриарха чань-буддизма.
Мумифицированное тело Хуэйнэна было замечено иезуитом Маттео Риччи, который посетил храм Наньхуа в 1589 году и поведал европейским читателям историю чаньского патриарха (Риччи именует его Lusù, то есть Люцзу, кит. трад. 六祖, пиньинь Liùzǔ, — «Шестой Патриарх») — как схожую с христианским аскетом.